# Liste der Monuments historiques in La Houssaye-en-Brie
Die Liste der Monuments historiques in La Houssaye-en-Brie führt die Monuments historiques in der französischen Gemeinde La Houssaye-en-Brie auf.

## Liste der Bauwerke
| Bezeichnung        | Beschreibung              | Standort                          | Kennzeichnung | Schutzstatus | Datum | Bild           |
| ------------------ | ------------------------- | --------------------------------- | ------------- | ------------ | ----- | -------------- |
| Schloss            | Erbaut im 17. Jahrhundert | Place du Maréchal-Augereau (Lage) | PA77000016    | Inscrit      | 1999  | weitere Bilder |
| Herrenhaus Limodin | Erbaut im 18. Jahrhundert | (Lage)                            | PA00087031    | Inscrit      | 1987  |                |

## Liste der Objekte
Zum Verständnis siehe: Kirchenausstattung
- Monuments historiques (Objekte) in La Houssaye-en-Brie in der Base Palissy des französischen Kultusministeriums